# Methylophilaceae
Methylophilaceae es una familia de proteobacterias incluida en su propio orden Methylophilales.
- Datos: Q488967
- Especies: Methylophilaceae